# Zoltán Bálint
Zoltán Bálint (6. března 1871 Velký Varadín, Rakousko-Uhersko – 17. ledna 1939 Budapešť, Maďarsko) byl maďarský architekt.

## Biografie
Zoltán Bálint se narodil ve Velkém Varadíně dne 6. března v roce 1871. Vysokoškolský diplom získal v Budapešti na BME (Budapešťská technická univerzita) v letech 1888–92. Po skončení odešel na studijní cestu do Západní Evropy. Po návratu pracoval v kanceláří Korb a Giergl. Zúčastnil se prací na stavbách, které v Uhersku vznikaly v souvislosti s tisíciletým výročím příchodů Maďarů do vlasti. V roce 1897 s Lajosem Jamborem založil společnou firmu. Projektovali hlavně nájemní domy, obecní domy a vily. Zúčastnili se několika soutěží. Zoltán Bálint zemřel v roce 1939.

## Díla

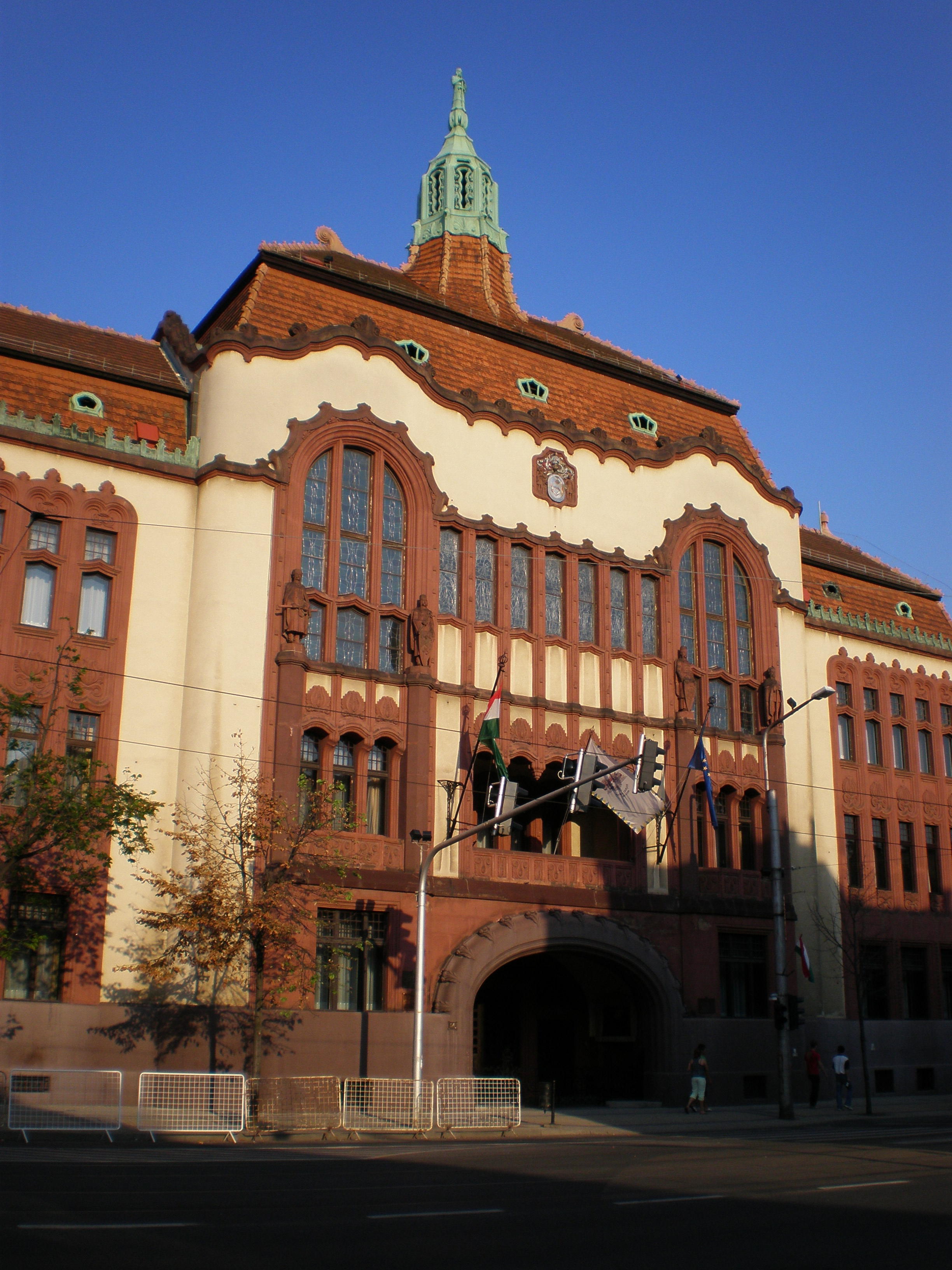
Obecní dům v Debrecenu

- 1898 – vila pro Györgyho Zalu, Budapešť (spolu s Lechnerem)
- 1900 – uherský pavilon, Pařížská světová výstava
- 1902 – architektonická část sochy Mihályi Vörösmartyho, Budapešť
- 1903 – řeholní dům a gymnázium, Nagykanizsa
- 1903 – palác Lenderer, Budapešť
- 1904 – vlastní činžovní dům, Budapešť
- 1905 – uherský pavilon, Benátky světová výstava
- 1905 – dům Miklóse Ligetiho, Budapešť
- 1911 – obecní dům, Debrecen
- 1911 – učiliště pro učitele, Jászberény
- 1911 – reduta, Szatmár
- 1911 – reduta, Nagybánya
- 1911 – Biskupský palác, Budapešť
- 1913 – hlavní gymnázium, Rijeka
- 1913 – zámeček Elemér Bornamisszaho, Szilvágy
- 1914 – gymnázium M. M. Hodži, Liptovský Mikuláš
- 1925 – činžovní dům, Budapešť Ceglédska cesta
- 1925 – obchodní škola, Budapešť Tökölská cesta
- 1925 – Vládní budova zahraničních věcí, Budapešť

## Publikace
- Architektura tisícileté výstavy, Vídeň, 1897
- Francouzská renesance a zámečky Loireskej doliny, Budapešť, 1914

## Soutěže
- 1985 – MMÉE
- 1900 – Pařížská světová výstava
- 1905 – Benátky světová výstava
- 1902 – Erzsébet-emlékmű pályázat (soutěž Alžbětin pomník)
- 1903 – Erzsébet-emlékmű pályázat (soutěž Alžbětin pomník)
- 1910 – Erzsébet-emlékmű pályázat (soutěž Alžbětin pomník)
- 1913 – Erzsébet-emlékmű pályázat (soutěž Alžbětin pomník)

## Ocenění
- 1895 – MMÉE, stříbro
- 1900 – velká cena Pařížské světové výstavy
- 1902 – 1. cena Erzsébet-emlékmű pályázat (soutěž Alžbětin pomník)
- 1910 – 1. cena Erzsébet-emlékmű pályázat (soutěž Alžbětin pomník)